# 納塔尼冰原島峰
84°46′S 66°32′W / 84.767°S 66.533°W
納塔尼冰原島峰（英語：Natani Nunatak）是南極洲的冰原島峰，位於伊利沙伯女皇地，處於斯內克嶺東北面2.8公里，屬於彭薩科拉山脈中帕圖克森特山脈的一部分，美國地質調查局根據測量和該國海軍的空中照片繪入地圖，現時由南極條約體系管理。